# Drum național 17C
Der Drum național 17C (rumänisch für „Nationalstraße 17C“, kurz DN17C) ist eine Hauptstraße in Rumänien.

## Verlauf
Die Straße zweigt am nördlichen Stadtrand von Bistrița nach Nordwesten vom Drum național 17 (Europastraße 58) ab und führt über Năsăud, von wo der Drum național 17D im Tal des Someșul Mare aufwärtsführt, und Salva, wo der Westast des Drum național 17D abzweigt, im Tal der Sălăuța aufwärts am Westrand des Nationalparks Rodna-Gebirge entlang über den Pass Șetref (817 m) und Săcel nach Moisei, wo sie auf den Drum național 18 trifft und an diesem endet.
Die Länge der Straße beträgt rund 86 Kilometer.